# Chile Nuestro
Chile Nuestro es un caserío chileno de la comuna de Galvarino, Provincia de Cautín, en la Región de La Araucanía. Se ubica a 6 kilómetros de Galvarino y a 30 de Lautaro. Tiene entrada en el kilómetro 28 de la Ruta S-10 que une a las comunas de Lautaro y Galvarino.
Tiene una población de aproximadamente 120 habitantes.